# Gächlingen
Gächlingen je obec ve švýcarském kantonu Schaffhausen. Žije zde 836 obyvatel.

## Geografie
Gächlingen leží na severním okraji švýcarského regionu Klettgau na úpatí hory Hallauer Berg. Severně od Gächlingenu se hřeben Hallauer Berg spojuje přes Siblingerhöhe s jižním úpatím pohoří Randen.
Sousedními obcemi jsou Oberhallau, Hallau, Schleitheim, Siblingen a Neunkirch.

## Historie

Letecký pohled (1923)

Nejstarší pozůstatky usedlých zemědělců ve Švýcarsku byly nalezeny v Gächlingenu. Nálezy jsou datovány do konce 6. tisíciletí př. n. l. V té době se malá skupina neolitických zemědělců a chovatelů dobytka stěhovala z horního toku Dunaje na jih. Tato skupina vybudovala na západním okraji dnešního Gächlingenu malou osadu s obytnými a hospodářskými budovami.
V oblasti kolem Gächlingenu našli osadníci dobré zdroje pro přežití v okruhu jednoho dne cesty od budov: křemen na výrobu ostrých nástrojů a zbraní na jižním okraji, hrubozrnný a jemnozrnný pískovec na mlýnské kameny a mlecí kameny v údolí Wutachu, jílovitou hlínu na stavbu domů a na výrobu kuchyňského náčiní a nádobí v samotné oblasti osady, dobré stavební a palivové dřevo v okolních lesích.
Artefakty z Gächlingenu a model neolitického sídliště jsou vystaveny v Muzeu zu Allerheiligen v Schaffhausenu.
Dnešní Gächlingen, poprvé doložený kolem roku 870, kdy král Ludvík II. Němec převedl panství Câthelinga na opatství Rheinau, zůstal v držení kláštera po celý středověk.
První kaple pochází z roku 1126 a byla vysvěcena kostnickým biskupem. V roce 1523 zakoupil špitál v Schaffhausenu panská práva nad Gächlingenem, v roce 1529 je pak předal městu Schaffhausen. Tento převod se shodoval s rozhodnutím města a venkova Schaffhausenu o reformě ve stejné době. Do roku 1806 obec spadala církevně pod Neunkirch, jeho samostatná fara byla postavena v roce 1807.
Silný nárůst počtu obyvatel v 19. století vedl k chudobě, a tím i k vystěhovalectví, zejména do Německa, Brazílie a USA.

## Obyvatelstvo

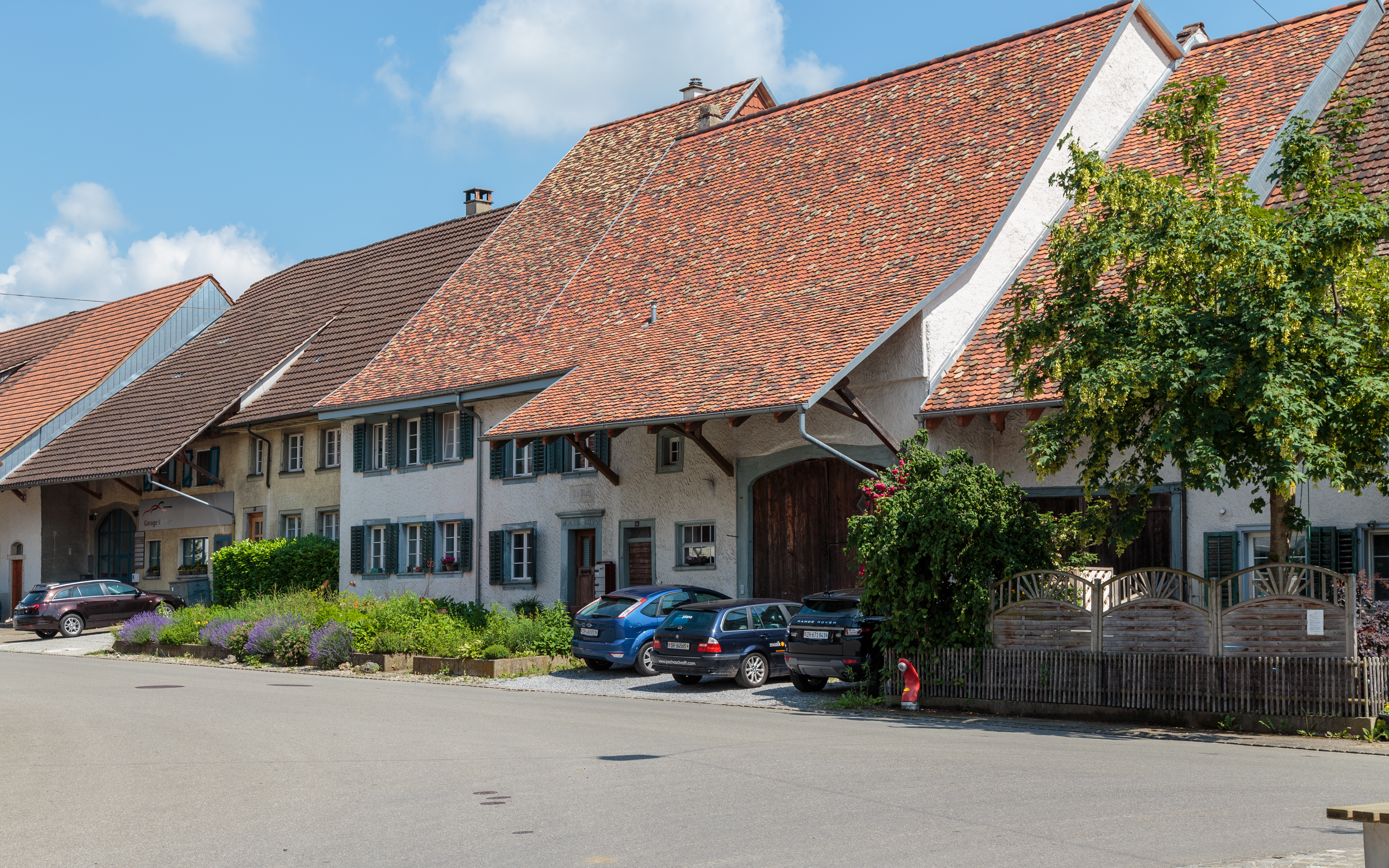
Tradiční architektura v obci

| Vývoj počtu obyvatel | Vývoj počtu obyvatel | Vývoj počtu obyvatel | Vývoj počtu obyvatel | Vývoj počtu obyvatel | Vývoj počtu obyvatel | Vývoj počtu obyvatel | Vývoj počtu obyvatel | Vývoj počtu obyvatel | Vývoj počtu obyvatel | Vývoj počtu obyvatel | Vývoj počtu obyvatel | Vývoj počtu obyvatel | Vývoj počtu obyvatel | Vývoj počtu obyvatel |
| -------------------- | -------------------- | -------------------- | -------------------- | -------------------- | -------------------- | -------------------- | -------------------- | -------------------- | -------------------- | -------------------- | -------------------- | -------------------- | -------------------- | -------------------- |
| Rok                  | 1801                 | 1838                 | 1850                 | 1860                 | 1870                 | 1880                 | 1888                 | 1900                 | 1930                 | 1950                 | 1970                 | 1979                 | 2000                 | 2010                 |
| Počet obyvatel       | 705                  | 1092                 | 1194                 | 1013                 | 1015                 | 956                  | 939                  | 794                  | 961                  | 682                  | 604                  | 640                  | 824                  | 769                  |

## Hospodářství
Obec má dlouhou vinařskou tradici a produkuje vína vysoké kvality. V oblasti se nacházejí různá vinařství a vinné sklepy. Mnoho pracujících také dojíždí za prací do okolních obcí, případně do Schaffhausenu a Neuhausenu.

## Doprava
Obcí prochází pouze regionální silnice. Napojení na síť veřejné dopravy zajišťují autobusové spoje systému SchaffhausenBus.
Nejbližší železniční stanice společnosti Deutsche Bahn na trati Schaffhausen–Waldshut (tzv. Hochrheinbahn) se nachází v sousední obci Neunkirch. Vlaky odtud jezdí každou půlhodinu oběma směry.